# 龍應台
龍應台（1952年2月13日—），曾用筆名胡美麗，臺灣作家、文學學者、无党籍政治人物。高雄縣大寮鄉（今高雄市大寮區）人，籍貫湖南衡山。畢業於國立成功大學外國語文學系、堪薩斯州立大學英美文學博士。臺北市政府首任文化局局長和文化部首任部長，亦曾在美國、德國、臺灣、香港的多所大學任職。1985年出版處女作《龍應台評小說》，後有雜文、文化批評、小說、散文、紀實文學等多種作品，如《野火集》和《大江大海一九四九》等，言行遍及華人地區如兩岸三地、新加坡以及德國等地具影響力。為“推動全球意識”，創辦龍應台文化基金會。

## 生平

### 早年经历：1952-1970
龍應台的父母在第二次國共內戰中遷往臺灣。父親龍槐生是湖南衡山人，十五歲時加入憲兵隊，曾參與中華民國抗日戰爭中的淞滬會戰和南京保衛戰，來臺後任警察。母親應美君是浙江淳安人，1949年遷至高雄。二人有四子一女：长男龍應扬留在大陸；其他的四個子女在臺灣成長，胞弟龍佛衛為精神科醫師，曾任台北市立聯合醫院松德院區院長。
1952年，龍應台生於高雄縣大寮鄉（今高雄市大寮區）。龍應台父姓龙，母姓应，生于臺湾，故得名應台。此名較為陽剛，以致曾有讀者誤認為她是男性。此外，龍應台父親曾設想為她起名「龍三條」，因為她在兄弟中排行第三。兒時因父親工作關係多次遷居，舉家先後遷往苗栗縣苑裡鎮和高雄縣茄萣鄉（今高雄市茄萣區），在公家宿舍生活長大。
難民後代的身份使她與生活環境格格不入，自稱「被歷史丟向離散的女兒」，是「永遠的插班生」，造就了她的孤獨，她說：「從前便是孤島，現在仍舊是；現在是邊緣人，從前也未嘗不是。」南部漁村的閉塞風氣、出身貧困和低下階層的成長環境，使她對外部世界了解甚少，但同時讓她得到「悲憫和同情的能力」，得以「看見文明的核心關懷所在」，造就了她務實的性格。
龍應台不會父母的母語。「多少年後，我才知道，為了說這美麗的國語，我付出了很大的代價——我是一個沒有方言的人。我不會說母親的方言，浙江淳安話（註：屬吳語）。我不會說父親的方言，湖南衡山话（註：屬湘語）。」龍應台說：「整個少年期是我對漢字的癡迷期」。兒時父親教她背誦《古文觀止》等中國文學經典，令她著迷於詩詞，在學習閒暇時用以「自我療癒」。高中時期的龍應台閱讀大量哲學、文學書籍，「讀書之外，還是讀書。什麼書都讀不下去的時候，就寫日記。」

### 高等教育：1970-1983
1970年，龍應台被臺南成功大學外文系錄取。1972年10月31日蒋中正85周岁生日前后，成功大学为蒋中正举办暖寿晚会，10月31日还在学校体育场举行了祝寿大会，并由龙应台上台恭读祝寿词。1974年毕业。
1975年，留學美國。龍應台說：「我，在国民党所建构的神话中成长。1975年，我在美国第一次读到别人用别的文字对这个神话的诠释，这个神话马上瓦解。从此以后，至少我，不再相信神话，任何神话。」1982年，獲堪薩斯州立大學英美文學系博士學位，並在紐約市立大學和梅西大學英文系任教。

### 返台任教：1983-1985
1983年，龍應台返臺，在國立中央大學任客座副教授。1984年3月，初次向《新書月刊》投稿對白先勇《孽子》的文學批評。11月，「龍應台專欄」開設。她說：「我寫書評其實抱著一個很狂妄的野心：希望推動臺灣的批評風氣。」「我只批評臺灣的現代小說⋯⋯以『現代』理論來審視臺灣『現代』作品。」「臺灣必須樹立起獨具一格的批評理論，……中國大陸終究要發展出一套自己的批評體系來。」
1984年11月，有感於某位立法委員的言行，在《中國時報》發表〈中國人，你為什麼不生氣〉，掀起風潮。在馬森的邀請下，時任副刊主編的金恒煒為她開闢了「野火集」專欄。龍應台以熱情而通俗的文字，不直接攻擊體制，而對環境、治安、教育等問題作出批判，「在主流媒體中做最大的『顛覆』」；但「將最終責任指向個人」，她相信「比體制度更根本的問題，在於個人」。
龍應台曾以筆名胡美麗在《中國時報》發表數篇文章。對此筆名，她自稱「喜歡極了。因為它俗氣；人有俗氣的權利。『胡美麗』也是『不美麗』的意思，代表我。」後分別結集為《龍應台評小說》、《野火集》和《美麗的權利》。龍應台的文學批評和社會批評都激起強烈的影響，在被譽為臺灣「1985年最具影響力的作家」。
龍應台以「胡美麗」為筆名發表的數篇女權主義文章，引發當時社會的一定討論。《野火集》在當時的臺灣引起極大的迴響及討論，21天再版24次、4個月突破十萬本。《野火集》后來在中国大陆出版，在大陆各地的大學生中產生熱烈的迴響。许多大學生認為這本書批評的對象不僅針對臺灣也包括中國大陆，甚至好像就是為中國大陆而寫的。1985年轉任淡江大學美國研究所研究員。

### 旅欧时期：1986-1999
1986年，因家庭因素，旅居瑞士蘇黎世。1988年，遷至德國法蘭克福，於德國海德堡大學漢學系研究員及講師。1988年底，应苏联政府邀请，以記者身份赴莫斯科访问十天。
1994年，龍應台在台灣《中國時報》發文〈還好我不是新加坡人〉，被新加坡《聯合早報》轉載，引發相關爭議和討論。
《啊，上海男人！》於1997年1月7日在上海《文匯報·筆會》刊出後，引起軒然大波。「上海男人」紛紛打電話到報社大罵作者「侮蔑」上海男人，稱上海男人其實仍是真正「大丈夫」。龍應台則稱是對其文章的誤解。後來本文與其它文章集結出書《啊，上海男人！》，包括龍應台對一些訪問城市或國家人文觀感。
旅歐十三年間，陸續在臺灣、中國大陆和歐洲報刊上發表雜文、散文、小說、隨筆等大量作品，結集成《人在歐洲》、《看世紀末向你走來》、《我的不安》、《百年思索》等書。她說：「寫《野火》的時代我只看孤立的現象。⋯⋯四十歲之後，我發覺自己的不足，我的興趣不再是直接的批判。」

### 台北文化局长：1999-2003
1999年，在時任臺北市長馬英九的邀請下，出任首任臺北市政府文化局局長。1993年，寶藏巖被公告為公園用地，必須拆遷，但同時期的十四、十五號公園強制拆遷引發了不少負面的社會輿論。1999年，龍應台以貧窮藝術村的概念，做為寶藏巖未來的營運方向發展為「藝術村」，為寶藏巖後續保存定調。
從1998年台北市都發局整建西門市場十字樓，在文化局接手後，致力將紅樓與十字樓作為發展文創產業的基地。2002年在龍應台規劃下以官辦民營方式，由紙風車文化基金會得標接手經營，後又幾度易手。
1979年1月1日臺美斷交，美國裁撤大使館並將作為大使官邸的「前美國駐臺北領事館」歸還中華民國政府。內政部除了於1997年2月20日將其指定為國家三級古蹟外，並沒有任何整修維護與再利用計劃。1990年代末期，台積電文教基金會援助新台幣六千萬元後，該建物才得以重新翻整，並於2000年以「台北之家」的新風貌重現於中山北路。
在時任台北市文化局局長的龍應台與知名導演侯孝賢多日磋商後，2002年11月10日，台灣電影文化協會終以「公辦民營」方式向台北市政府承租該古蹟建物，並取名為「光點台北」。定位於「結合古蹟魅力與電影藝術，成為創意交流的領域」的光點台北，除了於建物增設專供藝術電影播放的88席小型電影院之外，也以電影主題設置書店、咖啡廳、展覽館及會議室。

### 作家生涯：2003-2012
2003年自臺北市政府文化局卸任後，任香港城市大學客座教授、香港中文大學客座教授和臺灣國立清華大學講座教授，獲香港大學孔梁巧玲傑出人文學者。發表探討臺灣、香港文化與處境的文章，結集為《面對大海的時候》、《思索香港》等書，引發討論。2005年7月，成立龙应台文化基金会。
2006年1月26日，龍應台在香港《明報》、臺灣《中國時報》等香港、臺灣、新加坡與美國多家媒體上同時發表〈請用文明來說服我──給胡錦濤先生的公開信〉，為聲援《冰點》打開序幕。
2009年出版《大江大海一九四九》，影響廣泛，被北京列為禁書，遭李敖出版專著《大江大海騙了你》批評。2010年8月1日，在北京大学百周年纪念讲堂发表题为《文明的力量：从乡愁到美丽岛》的演说，阐述她的“中国梦”。11月15日，以260万人民币的版税收入，登上第五届中国作家富豪榜第16名，引发广泛关注。同年，获得第八届华语文学传媒大奖“年度杰出作家”奖。

### 文化部长：2012-2014

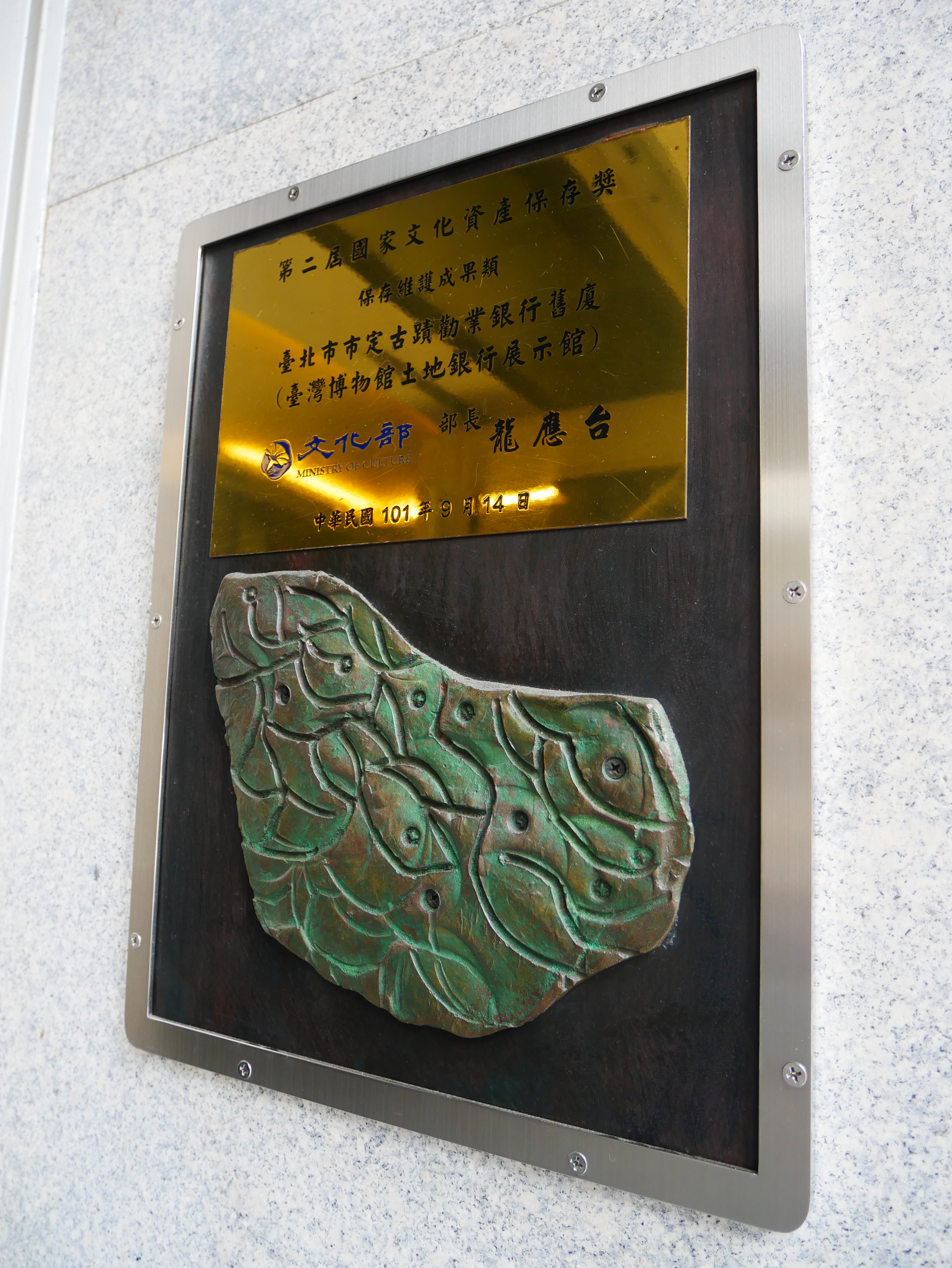
文化部部长龍應台頒予國立臺灣博物館土銀展示館的國家文化資產保存獎獎牌，2012年9月14日

2012年，龍應台任中華民國文化部部長。2012年文化部成立第4天，龍應台即拋出要與北京協商、召開「兩岸文化前瞻論壇」的議題，希望藉此解決兩岸文化產業之間的問題。2013年9月，由於兩岸組織不對等，中華民國文化部想要突破電影、流行音樂、出版等項目，但中華人民共和國文化部門並沒有整合影視、廣電、出版，以致無法著手推動。
2013年5月，公視董監事難產，龍應台表示，「我所見過最醜陋的事情，因為卡在公共電視法，公廣政策不能推出來。」甚至表示，如果公視董事會爭議未獲解決，她贊成廢除公視。
2014年7月17日，文化部推動「國民記憶庫——台灣故事島」計畫，在全台設置61個故事蒐錄站，花費超過半年時間，與中國電視公司合作錄製3千多位台灣人的生命故事。龍應台表示，「不論是黨史或國家歷史，都只是剪裁自己想要的版本，國史有一半是假的，真正的歷史在於國民的個人生命史」。
龍應台任內擬定《博物館法》、《電影法》、《公廣法》、《水下文化資產保存法》等法案，《電影法》在2012年3月付委，《文化資產保存法》在2011年4月付委，但龍應台在完成詢答後未積極推動，致任內並無任何法案完成三讀。
2014年11月30日，隨當時行政院長江宜樺內閣總辭，龍應台表示文化部已走完目標的第一里路，隨內閣總辭卸任。

### 退休生活：2014-
由於母親將滿90歲，她決定陪母親走完人生最後一里路。2017年後，為了照顧高齡的母親，遷居屏東縣潮州鎮。
2019年9月2日，龍應台在臉書上發文《花園的地上有一顆雞蛋》支持香港反送中運動，呼吁大陆人关注香港人的訴求，即社會制度的公平、資源分配的正義、法治精神的貫徹、政府治理的透明、人民參政的充分。指出這些价值也是北京人、上海人、廣州人、成都人、長沙人、昆明人、杭州人、西安人、瀋陽人所追求的，和中國共產黨社會主義核心價值「自由、平等、公正、法治」一致。9月4日，《人民日报》发文《为何只见鸡蛋不见燃烧弹？》作为回复，批评龍應台对长达近三月的骚乱视而不见，将普通香港青年与暴力极端分子混为一谈，美化暴力也捆绑了大多数善良市民，这是对暴力的纵容，也是对大众的不公。
《目送》和《親愛的安德烈》广受中國大陸讀者喜愛，某些段落在網路上廣為流傳，部分篇目甚至成為語文科考試的閱讀材料。因表達對香港反送中運動的支持，中國大陸對龍應台的所有書籍展開全面封殺。《目送》、《親愛的安德烈》等書籍在中國各實體書店、電商平台紛紛下架。微博上亦有傳聞稱青島的中小學校不准學生閱讀龍應台的書籍。對此，龍應台在臉書回應表示：「被你禁，是我的光榮。」
2020年，出版首部長篇小說《大武山下》。
2021年6月11日，龙应台在脸书转发近日因批评新冠疫苗政策而卷入风波的台大医学院教授陳培哲的专访，并引言：「如果筛检出新冠肺炎的高龄患者、糖尿病、肾脏病等慢性病者，立刻打新冠单株抗体，可以减少5到6成死亡率……那些生命是可以挽救的。」龙应台表示：「这三周来让我寝食难安的，倒不是很多专家学者和认真的记者已分析的根本决策错误，而是这个『政府』对同胞死亡的态度。」此外，龙应台不认同包括指挥中心每日疫情报告时「对每一个孤独猝死的『案例』，都要透露一些前置『形容词』：猝死『案例』有多种慢性病。之前，龙应台关注的是疫情中的独居老人，她问：「瘟疫蔓延、人人自危的时候，我们仍旧可以把独居的长者放在心上吗？」并批评「缺水、缺电、缺疫苗，绝对的缺远见，缺真诚的悲悯心。」

## 家庭
1980年代，龍應台與德國人華德（Bernhard Walther）結婚，二人在美國初識，婚後居於德國、瑞士。據傳，龍應台已離婚。生有二子，長男名安德烈（Andreas Walther，龍安 / 華安 ），次男名菲力普（ Philip Walther，龍飛 / 華飛 ）。龍應台以兩個孩子爲主題的作品有如《孩子你慢慢來》、《親愛的安德烈》。

## 爭議

### 國籍、戶籍相关
《臺灣地區與大陸地區人民關係條例》第九條之一规定：「臺灣地區人民不得在大陸地區設籍或領用其護照」。2012年时适用的《護照條例》第九條规定：「（中華民國）普通護照之適用對象為具有中華民國國籍者。但具有大陸地區人民、香港居民、澳門居民身分或持有大陸地區所發護照者，非經主管機關許可，不適用之。」
2012年年底时，準備接任文建會主委的龍應台引发國籍、戶籍爭議。龍應台在港居住超過七年而自動擁有香港永久居留權與香港身份證。龍應台稱一生只有一本中華民國護照。龍應台在12月3日聲明，表示她從未申請過中華人民共和國香港特別行政區護照，並不存在「雙重國籍」問題，持香港身份證亦未違中華民國公務員任用規定。她向香港入境事務處提出放棄香港永久居留權。但礙於未有相關前例，港府仍在探討如何辦理這種特殊情況。香港特别行政区政府在日常行政中遵守中华人民共和国中央政府的一个中国原则，不承认中华民国为国家。龍應台当是以「中国公民」身份取得香港身分证。

### 文化部长相关
龍應台擔任文化部長期間，被記者稱為龍太后、龍太、龍仙女。媒體人陳樂融批評龍應台領導下的文化部缺少具體政策，只會辦論壇、對談，稱龍應台為「論壇部長」。時任民进党籍立法委員段宜康说，龙应台不做决定是没有担当的政务官，面对困难时选择退缩，没有历史使命感，是有史以来最厚脸皮的政务官。
就任文化部長之後，在民進黨立委段宜康、鄭麗君等質詢六四天安门事件時，拒絕在民主與人權議題上表態，引起爭議。龍應台回應稱，因為文化部將在ECFA的架構下與大陸協商，為了避免談判時造成問題，作為文化部長，她拒絕對此做出任何回應，至於身為作家的立場，在她的書中已經寫得很清楚。楊憲宏與陳芳明等人士，對此提出批評，認為她的態度，無法顯示政府堅持以人權作為臺灣核心價值。
文化部長龍應台一年半還完千萬房貸，申報存款也只剩一半，約7百多萬，引發熱議。不過對於財產被公開，龍應台質疑有違人權，贊成公開給監察院監督，但不應該受全民公審。卻遭網友打臉，曾在香港受訪時，稱官員應該將資產公開，還說「愈透明愈好」，增加人民對政府的監督。

### 《我的祖国》事件
2016年10月7日，龙应台在香港媒体与香港大学推出的《一首歌，一个时代》讲座上发表演讲。当龙应台与台下听众互动，询问听众启蒙歌曲是哪一首时，香港浸會大學副校长周偉立博士表示自己的启蒙歌曲是《我的祖国》。龙应台问：「真的？《我的祖国》怎么唱？头一句是什么？」随后全场合唱此歌。这次演讲的影片后来流传到网上，产生争议與討論。12月18日，龙应台在港媒发表文章《大河就是大河》，回应此事称：「有时候，真的，大河就是大河，稻花就是稻花罢了。」
由于龙应台在演讲中谈到《绿岛小夜曲》时说，那「绝对不只是一首情歌」，而是「含着很重很重的政治抗议的一首歌」，突出了那首歌与时代的关系，中國网友批评龙应台「自相矛盾」、「双重标准」。《环球时报》评论员单仁平认为，「龙应台作为臺灣曾经的文化部长，与大陆也有交流，却没听说过《我的祖国》这首歌，反映了她眼界的局限性。」《解放軍報》刊文《大河不只是大河》反驳龙应台称：「這條大河，記載著一場保家衛國的戰爭，蘊藏著一個民族的文化記憶。」

## 著作
- 龍應台. . 爾雅出版社. 1985年6月  [2016-04-22]. ISBN 957-134-007-3. （原始内容存档于2020-07-26）.
- 龍應台. . 圓神出版社. 1985年12月. ISBN 978-962-170-094-0.
  - 龍應台. . 時報文化. 2005年7月. ISBN 978-957-13-4325-9.
  - 龍應台. . INK印刻文學. 2016年1月. ISBN 978-986-387-080-7.
- 龍應台. . 圓神出版社. 1987年2月. ISBN 978-957-607-168-3.
- 龍應台. . 時報文化公司. 1988年6月. ISBN 978-710-800-705-6.
- 龍應台; 楊際嵐. . （福州）海峽文藝出版社. 1990. ISBN 978-780-534-267-2.
- 龍應台. . 社會大學文教基金會. 1990年.
- 《龍應台評小說》，（北京）作家出版社，1991
- 《寫給臺灣的信》，圓神出版社，1992.01
- 《看世紀末向你走來》，時報文化公司，1994.03；上海文艺出版社,1996.04
- 《孩子你慢慢來》， 皇冠文學出版公司，1994.03
- 《美麗的權利》，圓神出版社，1994.04
- 《人在歐洲》，（北京）三聯書店，1994
- 《在海德堡墜入情網》，聯合文學出版社，1995.04
- 《乾杯吧，托瑪斯曼》，時報文化公司，1996.04
- 《龍應台自選集（卷一）野火集》，上海文藝出版社，1996.05
- 《龍應台自選集（卷二）龍應台評小說》，上海文藝出版社，1996.05
- 《龍應台自選集（卷三）女子與小人》，上海文藝出版社，1996.05
- 《龍應台自選集（卷四）看世紀末向你走來》，上海文藝出版社，1996.05
- 《龍應台自選集（卷五）在海德堡墜入情網》，上海文藝出版社，1996.05
- 《我的不安》，時報文化公司，1997.09
- 《魂牽》，湖南文藝出版社，1997.09
- 《未完成的革命：戊戌百年紀》，臺灣商務印書館，1998
- 《啊！上海男人》，學林出版社，1998.1
- 《這個動蕩的世界》，汕頭大學出版社，1998.1
- 《百年思索》，時報文化公司，1999.08，ISBN 957-13-2952-5
- 《銀色仙人掌：龍應台小說集》，聯合文學，2003.12，ISBN 957-522-453-1
- 《面對大海的時候》，時報文化公司，2004.01，ISBN 957-13-4007-3
- 《孩子，你慢慢來》，時報文化公司，2005.05，ISBN 978-957-13-4790-5
- 《思索香港》，次文化堂，2006，ISBN 962-992-133-2
- 《請用文明來說服我》，時報文化公司，2006.07，ISBN 957-13-4501-6
- 《龍應台的香港筆記@沙灣徑25號》，天地圖書，2006.11，ISBN 978-988-211-604-7
- 龍應台. . 天下雜誌. 2007年10月. ISBN 978-986-6759-25-3.
- 龍應台. . 時報文化. 2008年7月. ISBN 978-957-13-4869-8.
- 龍應台. . 天下雜誌. 2009年8月. ISBN 978-986-241-049-3.
  - 《大江大海一九四九（書＋紀錄片限定版）》，天下雜誌，2009.11.13
- 龍應台. . INK印刻文學. 2016年3月. ISBN 978-986-387-088-3.
- 龍應台. . INK印刻文學. 2016年4月. ISBN 978-986-387-092-0.
- 龍應台. . 天下雜誌. 2018年4月. ISBN 978-986-398-333-0.
- 龍應台. . 時報文化. 2020年7月17日. ISBN 978-957-13-8264-7.
- 龍應台.《注視》. 天地圖書.2024年11月.ISBN  9786263968615

## 外部連結
- 龍應台Lung-Yingtai的臉書 （页面存档备份，存于）
- 愛思想專欄 （页面存档备份，存于）
- YouTube上的龍應台文化基金會頻道
- YouTube上的財團法人龍應台文化基金會頻道
- 台灣作家作品目錄資料庫——龍應台 （页面存档备份，存于）

| 中華民國政府職務                   | 中華民國政府職務                                                   | 中華民國政府職務               |
| ---------------------------------- | ------------------------------------------------------------------ | ------------------------------ |
| 行政院                             |                                                                    |                                |
| 前任： 林金田（代理） 正任：曾志朗 | 行政院文化建設委員會主任委員 第十四任 2012年2月14日－2012年5月20日 | 改制為文化部                   |
| 首任                               | 文化部部長 第一任 2012年5月20日－2014年12月8日                     | 繼任： 洪孟啟 （代理，後真除） |